# Daňový poplatník
Daňový poplatník je fyzická nebo právnická osoba, jejíž příjmy, majetek nebo činnost podléhá dani. Plátcem daně je osoba ze zákona povinná daň vypočítat, vybrat nebo srazit a v určité lhůtě odvést správci daně.